# 103 (číslo)
Sto tři je přirozené číslo. Následuje po číslu sto dva a předchází číslu sto čtyři. Řadová číslovka je stý třetí nebo stotřetí. Římskými číslicemi se zapisuje CIII.

## Matematika
Sto tři je
- druhé nejmenší (po 101) trojciferné prvočíslo
- v desítkové soustavě šťastné číslo
- nepříznivé číslo

## Chemie
- 103 je atomové číslo lawrencia, neutronové číslo třetího nejběžnějšího izotopu ytterbia a nukleonové číslo jediného přírodního izotopu rhodia[1]

## Roky
- 103
- 103 př. n. l.